# Nobody’s Fool (Lied)
Nobody’s Fool ist der Titel eines Liedes der US-amerikanischen Rockband Cinderella und stammt von deren Debütalbum Night Songs, dessen erste ausgekoppelte Single es war.

## Hintergrund
Cinderella hatten 1984 und 1985 zwei Demos aufgenommen und damit unter anderem die Aufmerksamkeit von Jon Bon Jovi erregt, der ihnen mithilfe von Derek Shulman (A&R-Manager bei Mercury Records) einen Plattenvertrag verschaffte. Der ursprüngliche Schlagzeuger der Band, Jim Drnc, wurde bei den Aufnahmen durch Jody Cortez ersetzt, die Produktion des Debütalbums übernahm Andy Johns. Alle Songs der Platte schrieb Sänger und Gitarrist Tom Keifer.
Nobody’s Fool wurde am 8. November 1986 als erste Single des Albums veröffentlicht. Das Lied erschien in den USA, in Kanada und Japan jeweils als Siebenzoll-Vinyl-Single, in Japan außerdem als CD-Video-Single. Zusätzlich wurden in den USA und Großbritannien Promo-Singles im Maxisingle-Format (12 Zoll) veröffentlicht, in Europa wurde Maxisingle auch zum Verkauf angeboten.
Die Single enthielt als B-Seite das Lied Push, Push, die Maxisingle zusätzlich den Song Hell on Wheels. Die japanische CD-Video-Variante enthielt vier Lieder (Nobody’s Fool, In From the Outside, Push, Push und Nothin’ For Nothin’) sowie das Musikvideo zu Nobody’s Fool.

## Rezeption
Nobody’s Fool erreichte Platz 13 der Billboard Hot 100 und hielt sich dort 21 Wochen in den Charts.

## Coverversionen
Am 20. Oktober 2017 erschien eine als Deluxe Edition bezeichnete Neuauflage des 2013 veröffentlichten Soloalbums von Cinderella-Sänger Tom Keifer, The Way Life Goes bei Cleopatra Records. Sie enthielt neben den 2013 veröffentlichten Titeln zwei weitere Lieder. Dabei handelte es sich um Coverversionen von With a Little Help from My Friends (The Beatles) und dem im Duett mit Lzzy Hale (Halestorm) gesungenen Nobody’s Fool.